# こぐれ
こぐれはりんだと村田ひろやによるニュースタッフプロダクション所属のお笑いコンビ。

## メンバー
- りんだ（1986年8月19日 ） -   大阪府大阪市出身。身長162cm。体重48kg。
  - 趣味：ダンス・ギター・料理
  - 特技：ドラム・スノーボード・バスケットボール
  - 泊まり込みの営業先である南房総道楽園での1日2回公演の前説では、午前午後の2公演間を必ず寝る。[1]

- いいね村田。（1986年11月27日 ） - 大阪府大阪市出身。身長170cm。体重50kg。
  - 趣味：ミニ四駆
  - 特技：空手・暗算
  - ブログやSNSなど、情報発信はほぼ全て村田が担当。twitterでは自分のつぶやきの後に、「〇〇しているりんだもそう言ってます。」とりんだの写真を添えるスタイルを多用している。
  - 2016年4月16日放送「5時に夢中！」(東京MX)でサードウェーブヤリチンとしてTV出演[2]し、「猫の生態とサードウェーブヤリチンはナチュラルという観点で共通している」との持論のもと、猫動画を女性と一緒に見つつボディタッチで距離を縮めてベッドへ連れ込むといったやり口を紹介していた。
  - 2017年6月10日に行われた「こぐれ the show ライブvol3」ではOP映像を初作成。撮影・編集を自分で行った。

## 概要
- 高校の同級生のコンビで3年間同じクラスだった。
- 東京でピン芸人として活動していた村田のところに、当時放送されていたバラエティ番組「あいのり」(フジテレビ)に出たいという目的で、大学を卒業したりんだが東京に上京してくる。村田と一緒にあいのりに送る履歴書を作成し送ったが、次の週にあいのりが終了することが発表され断念。それでも何かテレビに出たいというりんだの要望からコンビ結成しこぐれとして活動を開始する。
- コンビ名の由来は、漫画スラムダンクの副キャプテンメガネ君こと木暮公延から。[3]
- ニュースタッフプロダクション所属以前の活動は、浅草の劇場浅草リトルシアターなどに出演。NHKテレ遊びパフォー！第2回ショートネタ祭り準優勝。
- 村田はニュースタッフプロダクション所属した際、同時期に所属した芸人に小石田純一、めいどのみやげがいたため自分達のキャラのなさを痛感していた。
- 主な活動としては下北GRIPレギュラー、マシェバラ火曜MC、JK friday nightばきゅん！MCなど。2017年からはラスタ原宿「昼寄席」にも頻繁に出演している。
- 「こぐれ the show ライブ」というこぐれのみ出演の新ネタとトークのライブを定期的に行っている。[4]
- 2017年5月に行われた「にちようチャップリン」(テレビ東京)の第5回ネットオーディションにて優勝。[5]
- 2024年10月に解散

## 出演

### テレビ
- お台場APPSラボ（フジテレビ）
- 『ぷっ』すま（テレビ朝日）
- 5時に夢中!（TOKYO MX）
- 東京オーディション（仮）（TOKYO MX）

### ネット番組
- マシェバラ - 火曜日MC
- JK friday nightばきゅん! - MC

### ライブ
- 石井光三ライブアッパーズ
- Emuson,sライブ
- LIVE NSP
- こぐれ the show ライブ
- 下北GRIP - レギュラー出演

## 外部リ - 所属事務所公式ホームページ
- こぐれ 村田ひろや ツイッター (@koguremurata) - X（旧Twitter）